# Andrea Bédard
Andrea Bédard (* 28. Januar 1963 in Sutton, Québec) ist eine ehemalige kanadische Skirennläuferin. Sie gehörte in den 1980er Jahren der kanadischen Skinationalmannschaft an und wurde im Lauf ihrer Karriere zweimal kanadische Meisterin im Slalom.
Bédard wuchs in Montreal auf. Bei ihrer einzigen Olympiateilnahme 1984 in Sarajevo ging sie im Slalom an den Start, schied aber während des Rennens aus. 1985 erreichte sie bei den Weltmeisterschaften in Bormio Rang 15 im Slalom. Als sie 1988 die Qualifikation für die Olympischen Winterspiele in ihrem Heimatland verfehlte, erklärte sie wenige Wochen nach Ende der Spiele ihren Rücktritt aus der Nationalmannschaft und schloss sich der US Pro Tour an. In den Jahren 1984 und 1985 war sie jeweils kanadische Meisterin im Riesenslalom und Slalom geworden.
Seit dem Ende ihrer aktiven Laufbahn arbeitet Bédard als Trainerin in verschiedenen Skischulen und tritt bei Skiübertragungen als Kommentatorin im kanadischen Fernsehen auf.